# Demografija Belfasta
Grad Belfast glavni je grad Sjeverne Irske (Ujedinjeno Kraljevstvo). Prema popisu stanovništva iz 2021. godine Belfast je imao 345 418 stanovnika.

## Stanovništvo
Ukupan je broj stanovnika u Belfastu 2021. bio 345 418 stanovnika što je porast od 3,5 %. Od toga su 51 % stanovništva činile žene, a 49 % muškarci.
Ukupno 18 % stanovnika staro je do 14 godina, 37 % od 15 do 39 godina, 30 % od 40 do 64 godina te je 15 % stanovništva starije od 65 godina.

## Narodnost
Belfast je zadnjih nekoliko godina postao raznolik grad što se tiče etniciteta iako ova raznolikost nije golema kao u drugim gradovima Ujedinjenog Kraljevstva. Prije je Belfast bio isključivo bjelačka zajednica; 98% stanovništva bili su bijelci 2001. godine. Taj je postotak 2021. pao na 93 %.
| Etnička skupina                                                         | 2001    | 2001   | 2011    | 2011   | 2021    | 2021   |
| Etnička skupina                                                         | Broj    | %      | Broj    | %      | Broj    | %      |
| ----------------------------------------------------------------------- | ------- | ------ | ------- | ------ | ------- | ------ |
|                                                                         |         |        |         |        |         |        |
| Bijelci                                                                 | 324 775 | 98,8 % | 323 090 | 96,8 % | 321 666 | 93,1 % |
| Bijelci                                                                 | 324 475 | 98,7 % | 322 813 | 96,7 % | –       | –      |
| Bijelci: Britanci/Irci/Sjeverni Irci i kršćani/ateisti/nenavedene vjere | –       | –      | –       | –      | 303 252 | 87,8 % |
| Bijelci: Ostalo                                                         | –       | –      | –       | –      | 17 801  | 5,2 %  |
| Bijelci: Irski putnici                                                  | 300     |        | 277     |        | 299     |        |
| Bijelci: Romi                                                           | –       | –      | –       | –      | 314     |        |
| Azijci ili Azijci britanskog porijekla: Ukupno                          | 2181    | 0,6 %  | 7,208   | 2,2 %  | 12 908  | 3,7 %  |
| Indijci                                                                 | 461     | –      | 2330    | 0,7 %  | 4361    | 1,3 %  |
| Pakistanci                                                              | 187     | –      | 258     | –      | 492     |        |
| Bangladežani                                                            | 68      | –      | 210     | –      | –       | –      |
| Kinezi                                                                  | 1383    | 0,4 %  | 2378    | 0,7 %  | 4738    | 1,4 %  |
| Filipinci                                                               | –       | –      | –       | –      | 1637    |        |
| Ostali                                                                  | 82      | –      | 2,032   | 0,6 %  | 1680    |        |
|                                                                         | 320     | –      | 1334    | 0,4 %  | 4640    | 1,3 %  |
| Karibljani                                                              | 67      | –      | 95      | –      | –       | –      |
| Afrikanci                                                               | 168     | –      | 1074    | 0,3 %  | 4127    | 1,2 %  |
| Ostali                                                                  | 85      | –      | 165     | –      | 513     |        |
|                                                                         | 837     | –      | 1599    | 0,5 %  | 4159    | 1,2 %  |
| Ostali: Ukupno                                                          | 504     | –      | 640     | –      | 2046    | 0,6%   |
| Ostali                                                                  | –       | –      | –       | –      | 1032    |        |
| Arapi                                                                   | –       | –      | –       | –      | 1014    |        |
| Nacionalne manjine: Ukupno                                              | 3842    | 1,2 %  | 10 781  | 3,2 %  | 23 753  | 6,9 %  |
|                                                                         |         |        |         |        |         |        |
| Ukupno                                                                  | 328 617 | 100 %  | 333 871 | 100 %  | 345 419 | 100 %  |

## Migracije

### Zemlja rođenja
84 % stanovnika Belfasta rođeno je u Sjevernoj Irskoj, 4 % u Engleskoj, manje od 1 % u Škotskoj i Walesu, 2 % unutar Republike Irske i 10 % u drugim zemljama.

### Putovnice
43 % stanovnika Belfasta ima samo putovnicu Ujedinjenog Kraljevstva, 29 % ima samo putovnicu Irske, samo 6 % ima i jednu i drugu, 8 % ima putovnice ostalih država, a 14 % uopće nema putovnicu.

## Religija
- Vjerski odgoj
- Postotak katolika ili stanovnika odgojenih katolički 2011. godine
- Postotak katolika ili stanovnika odgojenih katolički 2021. godine
- Postotak katolika prema DEA-i (2014) od 2001. do 2021. godine
- Postotak protestanata prema DEA-i (2014) od 2001. do 2021. godine

Slično kao i u cijeloj Sjevernoj Irskoj, broj protestanata u gradu opada dok broj katolika, pripadnika ostalih vjera i nevjernika raste. 2021. godine 43 % stanovnika izjasnilo se kao katolici, 12 % kao prezbiteri, 8 % kao pripadnici Irske Crkve, 3 % kao metodisti, 6 % kao pripadnici kršćanskih religija, 3 % kao pripadnici drugih vjera i 24% kao nevjernici ili bez izjašnjenja.

## Identitet
- Najčešće izjašnjen nacionalni identitet
- Najčešće izjašnjen nacionalni identitet 2011. godine
- Najčešće izjašnjen nacionalni identitet 2021. godine

2021. godine najveća nacionalna grupa bili su "isključivo Irci" koji su činili 35 % stanovništva. Nakon toga slijede; Britanci (27 %), Sjeverni Irci (17 %), Britanci i Sjeverni Irci (7 %), Irci i Sjeverni Irci (2 %), Britanci, Irci i Sjeverni Irci (2 %), Britanci i Irci (manje od 1 %) i naposljetku ostali nacionalni identiteti (10 %).